# Pietro Piller Cottrer

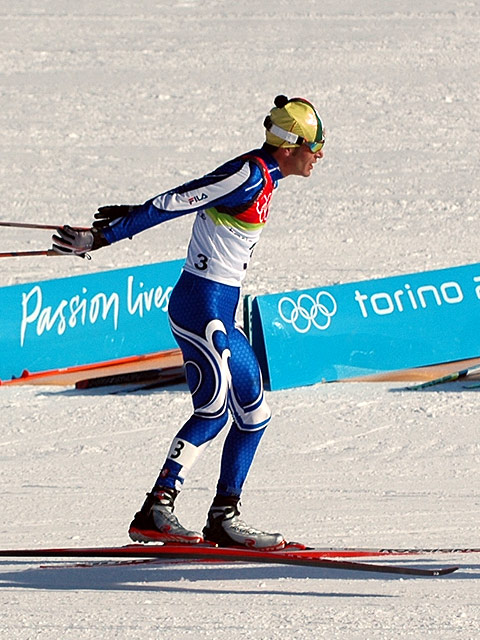
Pietro Piller Cottrer (2006)

Pietro Piller Cottrer (Sappada, 20 december 1974) is een Italiaans langlaufer. Op de Olympische Winterspelen 2006 in Turijn heeft hij een gouden medaille behaald op de 4x10 km estafette en een bronzen medaille op de 30 km achtervolging behaald. Op de Olympische Winterspelen 2002 in Salt Lake City won hij een zilveren medaille op de 4x10 km estafette.